# Modelo de assinatura
Modelo de assinatura é um modelo de negócio no qual um cliente deve pagar um valor de forma recorrente para ter sempre acesso a um produto; normalmente o pagamento ocorre uma vez por mês, mas também pode ser anualmente, semanalmente ou até mesmo diariamente.
Exemplos de empresas que adotam esse modelo em seus produtos são a Netflix (que cobra mensalmente um cliente para ele ter acesso constante ao seu catálogo de filmes e séries) e Spotify (faz o mesmo que a Netflix, só que em vez de filmes e séries, são músicas).